# Jaroslav Vlček (calciatore)
Jaroslav Vlček (Plzeň, 3 settembre 1900 – Chicago, 4 settembre 1967) è stato un calciatore cecoslovacco, di ruolo attaccante.

## Carriera

### Nazionale
Il 26 febbraio 1922 esordisce contro l'Italia (1-1).